# 羅德里格斯·阿爾維斯鎮
07°44′31″S 72°38′49″W / 7.74194°S 72.64694°W

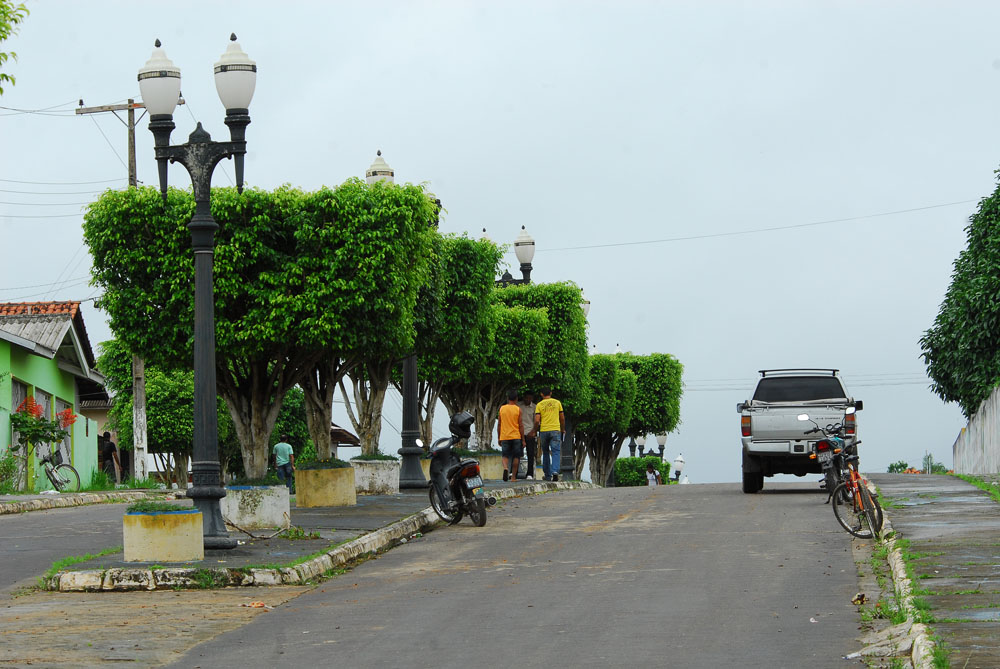
羅德里格斯·阿爾維斯鎮

羅德里格斯·阿爾維斯鎮（葡萄牙語：Rodrigues Alves），是巴西的城鎮，位於該國西北部，由阿克里州負責管轄，始建於1992年4月28日，面積3,305平方公里，2014年人口16,475，人口密度每平方公里4.99人。